# 星际旅行中的武器
星际旅行中的武器（英語：Weapons in Star Trek）是指“星际旅行虚构世界”中所设定的各类武器，这其中包括导弹（比较经典的有“光子鱼雷”）、近战武器（主要是克林贡人使用）等。整个星际旅行版权作品包括数部长达多季的电视剧和十几部电影，以及各种电子游戏及创意商品等。星际旅行中所描写的虚构世界对现代流行文化也有着深刻的影响，尤其是在航天器发射太空鱼雷和激光武器的创意及术语，并在20世纪末到21世纪初具有广泛的影响力。“星际旅行系列”非常受欢迎，其提出的某些科幻概念甚至还被科学家真实研究过。美国航空航天局将“星际旅行”与现实中相关科学的关系描述为“真实科学的娱乐套装，从早期剧集内容到现在剧作家们为每一集新故事所构思创作的东西中汲取虚构的科学”。例如美国航空航天局就曾指出，“星际旅行”中的相位武器其实就是对现实世界中激光武器的虚构推断，并将它们与有着惊人效果的真实未微波武器相比较。

## 能量武器
“星际旅行系列作品”中描绘了各式符合射线枪主题的武器，其中最突出的莫过于“相位器”。这种定向能量武器可以在没有射击子弹的前提下向目标方向发射能量，其预期效果是“致命”或“非致命的”。例如在《星际旅行》中，手持相位器是可以设置为“击昏”或“击杀”两个挡位。